# Onthophagus grossepunctatus
Onthophagus grossepunctatus là một loài bọ cánh cứng trong họ Bọ hung (Scarabaeidae).